# Le Gratteris
Le Gratteris é uma comuna francesa na região administrativa de Borgonha-Franco-Condado, no departamento de Doubs. Estende-se por uma área de 2,97 km². Em 2010 a comuna tinha 180 habitantes (densidade: 60,6 hab./km²).